# Фірні
Фірні, кхір, паясам — десертна страва кухонь народів Кавказу, Центральної та Південної Азії.

## Історія
На думку одних дослідників ця страва виникла в давнину в Персії або на Близькому Сході. під час походів Бабура та його нащадків потрапило до Індостану. Втім про різновид фірні — кхір (більш густий) є в Аюрведі. Схожа страва готувалася в Оріссі 2000 років тому. Під назвою паясам, паяса або паяеш (фаеш) відоме на півдні Індостану, Бенгалії і Ассамі. 
Саме слово «кхір» поширено на півночі Індостану, а фірні в країнах Центральної Азії та Південного Кавказу. Вважається, що слово «кхір» походить від «кшіра», що з санскриту значить «молоко». Те ж саме значення мають слова паясам або паяса. Основна різниця між кхіром і фірні — застосування при виготовлені борошна меленого рису (для фірні) та цілого рису (для кхіру), в результаті чого перша страва стає більш рідка.

## Приготування
Спочатку готується рисове борошно. Для цього рис замочують у воді, потім висушують і подрібнюють в ступці (раніше рис розтирали за допомогою двох каменів). Використовується також готове рисове борошно. Іноді рис товчуть разом з горіхами кеш'ю, отримуючи рисово-горіхове борошно. Рисове борошно змішують з невеликою кількістю холодного молока, вводять в кипляче молоко і варять на слабкому вогні. Додають цукор, сіль, топлене масло (жир), ароматизують трояндовою водою або ваніллю.
Страву остуджують, періодично помішуючи, щоб уникнути утворення скоринки, ще теплим розливають в порційний посуд і потім продовжують остуджувати.
Вегетаріанці замість коров'ячого молока використовується мигдалеве, шафранове або інші види рослинного молока.

## Різновиди
Його можна також приготувати з іншими складниками, такими як вермішель (семія в Південній Індії, севіян, севіян, сайвія) або тапіока (сабудана). У Кашмірі фірні роблять з манною крупою (суджі), молоком, шафраном, цукром, сухофруктами тощо.
У Гуджараті фірні відомий як дудпак. складники ті ж самі, але процес варіння інший — страва менш щільна і густа.
У Бенгалії застосовується більше молока при приготуванні ніж в інших регіонах Індії. У Західній Бенгалії та Бангладеш страва готується з клейкого рису, пандану, манної крупи, вермішелі та кокосового молока.
В Ассамі інколи рис замінюють на саго, додають сушену вишню. В Біхарі готується з рисового борошна, насичених вершків, молока, цукру, кардамоном, шафраном та сухофруктами. Інколи додають неочищений тростиновий цукор (джаггері). В Гайдарабаді додається гарбуз.
На півдні Індостану широко застосовують в цій страві джаггері та кокосове молоко замість звичайного цукру й коров'ячого молока. Часто використовується тапіока, саго, вермішель освітлена олія (ней), манна крупа.
В Азербайджані та Ірані застосовується рисове борошно, молоко, цукор, рослинна олія, сухофрукти (переважно сушений абрикос чи персик) та кориця. Страву прикрашають шафраном, листям персика або подрібненим арахісом. В низці районі Ірану та Афганістані замість цукру можуть використовувати мед чи виноградний сік, можливо при готовності додати квіткове або фруктове варення. В сучасному варіанті рисове борошно заміняють на рисовий крохмаль, додається какао або відварений шафран.

## Вживання
При подачі на стіл прикрашають горіхами, корицею, шафраном, кардамоном або сухофруктами. Малюнок, який створюється на поверхні страви за допомогою кориці, є символічним побажанням гостю від господарів будинку. В Індії на святах подають порційно в мисках з необпаленої глини, що надає десерту особливий смак.
Страва готувалася для шлюбних церемоній, днях народженнях, також було широко вживана на індуїстських святах.